# Geelkeelcotinga
De geelkeelcotinga (Pipreola frontalis) is een zangvogel uit de familie Cotingidae (cotinga's).

## Verspreiding en leefgebied
Deze soort komt voor van Ecuador tot Bolivia en telt twee ondersoorten:
- P. f. squamipectus: van noordelijk Ecuador tot noordelijk Peru.
- P. f. frontalis: van centraal Peru tot centraal Bolivia.

## Status
De grootte van de populatie is niet gekwantificeerd maar de soort wordt omschreven als vrij algemeen. Op de Rode lijst van de IUCN heeft deze soort de status niet bedreigd.